# 삼척 궁촌리 음나무
삼척 궁촌리 음나무(三陟 宮村里 음나무)는 대한민국 강원특별자치도 삼척시 근덕면 궁촌리에 있는 음나무이다. 1989년 9월 16일 대한민국의 천연기념물 제363호로 지정되었다.

## 개요
음나무는 보통 엄나무라고 불리며 한국을 비롯해 일본·중국·만주·우수리 등지에 분포한다. 연한 잎은 나물로 먹고 가시가 있는 가지는 악귀를 물리치는 데 사용하였다. 옛날에는 이 나무로 6각형의 노리개를 만들어 어린아이에게 채워 줌으로써 악귀가 들어오지 못하게 하였는데, 이것을 ‘음’이라고 하여 음나무로 불리게 되었다.
이 음나무는 나이가 약 1,000년 정도이며 높이 18m, 둘레 5.43m의 크고 오래된 나무이다. 나무 둘레에는 돌담을 쌓아 보호하고 있는데, 담 안에 고욤나무와 뽕나무가 있고, 담 밖에는 큰고욤나무, 향나무, 소나무가 서 있다.
마을사람들은 이 나무들을 모두 소중히 여기고 있으며 특히 음나무는 마을을 지키는 수호신으로 여겨 나무에 금줄을 치고 부정한 사람이 나무 가까이 오지 못하게 하고 있다. 매년 음력 정월과 단오에 마을의 평안을 기원하는 제사를 지내며, 단오 때는 그네뛰기, 널뛰기, 농악놀이 등 잔치를 벌인다.
이 음나무는 오랜 세월 조상들의 관심과 보살핌 속에 자라온 민속적 자료로서의 가치와 함께 한국에서 가장 크고 오래된 음나무 중의 하나로서 생물학적 자료로서의 가치도 높아 천연기념물로 지정·보호하고 있다.

## 현지 안내문
이 나무는 높이 17.5m, 가슴 높이의 줄기 둘레 5.5m, 밑둥 6.4m, 가지는 동서 21m, 남북으로 23m 정도 퍼져 있다. 줄기는 지상 3m 부근에서 크게 두 갈래로 갈라진 것이 특징이며, 나무의 나이는 약 1,000년 이상으로 추정된다.
이 마을에서는 이 나무를 해치면 피해를 입는다 하여 신성시하고 수호신목으로 여겨 보호하고 있다. 매년 정월과 단오날에는 마을의 안녕을 기원하는 제사는 지내는데, 특히 단오 때에는 제사를 지낸 후 그네뛰기, 널뛰기, 농악놀이 등 단오 잔치를 벌인다고 한다. 또한 이 나무의 잎이 필 때 동쪽가지가 먼저 피면 영동지방에, 북서쪽 가지가 먼저 피면 영서지방에 풍년이 든다고 전해 오고 있다.
음나무 주변은 가슴 높이의 줄기 둘레 3.9m의 소나무와 가슴 높이의 줄기 둘레 1.65m의 향나무가 한 그루씩 자리잡고 있어, 옛 주거지로 보인다. 마을에서 전하는 바에 의하면, 음나무가 있는 곳은 고려 공양왕이 유배를 와서 거주하던 집의 뜰이었다고 한다.

## 같이 보기
- 음나무

## 참고 도서
- 문화재청, 《문화재이야기여행 천연기념물 100선 보관됨 2016-08-28 - 웨이백 머신》, pp77~81, 2016-03-31

## 참고 자료
- 삼척 궁촌리 음나무 - 국가유산청 국가유산포털